# Alexandru Antoniuc
Alexandru Antoniuc (Chișinău, 23 maggio 1989) è un calciatore moldavo, attaccante del Milsami Orhei.

## Carriera

### Club
Dopo aver giocato per tre anni con lo Zimbru Chișinău, nel 2010 si trasferisce al Rubin, squadra del campionato russo.

### Nazionale
Conta 48 presenze e tre reti con la nazionale moldava.

## Palmarès

### Club

#### Competizioni nazionali
- Coppa di Russia: 1

Rubin: 2011-2012
- Campionato moldavo: 2

Milsami Orhei: 2014-2015, 2024-2025
- Coppa di Moldavia: 1

Milsami Orhei: 2017-2018
- Supercoppa di Moldavia: 1

Milsami Orhei: 2019